# قلعة غلي
قلعة غلي (بالفارسية: قلعه گلی) هي قلعة تاريخية تعود إلى عصر الإمبراطورية الفرثية، وتقع في مقاطعة قم.